# ابربار ضعیف
فرابار ضعیف درفیزیک ذرات، یک عدد کوانتومی است که بار الکتریکی و  مؤلفه سوم ایزواسپین ضعیف را به هم مرتبط می‌سازد. فزابار ضعیف پایسته است و شبیه به فرمول گل‌مان-نیشیجیما برای فرابار برهم‌کنش‌های قوی است (که در برهم‌کنش‌های ضعیف پایسته نیست). اغلب با YW نمایش داده می‌شود و متناظر با نظریه پیمانه‌ای (1)U است.